# عبد الله حمود الحربي
عبد الله بن حمود بن حميّد اللهيبي الحربي هو أكاديمي سعودي وعضو في مجلس الشورى السعودي منذ أن تم تعيينه بأمر ملكي في 3 ربيع الأول، 1438هـ الموافق لـ2 ديسمبر 2016م. يعمل أستاذاً في قسم الإحصاء بكلية العلوم من جامعة الملك عبدالعزيز. كُرِّم عبد الله الحربي مرتين شكراً وتقديراً من سفير المملكة في واشنطن لحصوله على تقدير امتياز في درجة الماجستير وحصوله على تقدير امتياز في الدكتوراه. حصل على جائزة الأستاذ المثالي لعام 1423هـ في جامعة الملك عبد العزيز.

## الحياة التعليمية
تخرج عبد الله الحربي من جامعة الملك عبد العزيز بتخصص رياضيات-فيزياء. درس الماجستير في جامعة ولاية ميشيجان، في الولايات المتحدة الأمريكية. وأنهى دراسته في الدكتوراة في الإحصاء التطبيقي، بجامعة شمال كلورادو، الولايات المتحدة الأمريكية.

## الحياة المهنية
- عضو مجلس الشورى اعتباراُ من 3/3/1430هـ.
- أستاذ في جامعة الملك عبد العزيز 1417هـ - حتى تاريخـه.[2]
- أسـتاذ مشـارك في جامعة الملك عبد العزيز 1409 – 1417هـ.
- أسـتاذ مسـاعد في جامعة الملك عبد العزيز 1403 – 1409هـ.
- وكيل عمادة شؤون الطلاب جامعة الملك عبد العزيز 1404 – 1408هـ.
- رئيس قسم الإحصـاء في جامعة الملك عبد العزيز 1409 – 1414هـ.
- عميد شؤون الطـلاب في جامعة الملك عبد العزيز 1416 – 1421هـ.
- مـعـيـد في جامعة الملك عبد العزيز 1396 – 1397هـ.
- مـدرس ريـاضيـات في وزارة التربية والتعليم 1395 – 1396هـ.

## الندوات والمؤتمرات
- حضور أكثر من عشرين مؤتمر في مجال تخصصه ألقيت فيها أبحاث متخصصة 1404 – 1430هـ.
- الندوات الخامسة والسادسة والثامنة لعمادات شؤون الطلاب بجامعات المملكة 1404 – 1407هـ.
- الندوة السعودية الأولى للإحصاء التطبيقي – الرياض 1403هـ.
- المؤتمر العالمي الثاني لتدريس الإحصاء – كندا 1986م.
- ندوة اللجنة الوطنية لسلامة المرور - الرياض 1418هـ.
- ندوة مستقبل التعليم الجامعي في الوطن العربي خلال القرن الحادي والعشرون، الرياض 1418هـ.
- المؤتمر الدولي لتعليم الرياضيات، أمريكا، 1998م .
- المؤتمر السعودي الأول والثاني للعلوم، الظهران 1422هـ، جده 1425هـ.

## عضوية المجالس واللجان
- عضو مجلس كلية العلوم - جامعة الملك عبد العزيز 1409 – 1414هـ.
- عضو مجلس عمادة شؤون الطلاب 1404 – 1408هـ، 1410 – 1412هـ.
- رئيس لجنة تأديب الطلاب بجامعة الملك عبد العزيز 1416 – 1421هـ.
- رئيس صندوق الطلاب بجامعة الملك عبد العزيز 1416 – 1421هـ.
- عضو مجلس جامعة الملك عبد العزيز 1411-1413 ، 1416-1421هـ.
- عضو المجلس العلمي بجامعة الملك عبد العزيز 1423 – 1430هـ
- رئيس مجلس أمناء لكلية – ابن سينا الأهلية للعلوم الطبية 1424 – حتى تاريخه.
- رئيس مجلس إدارة الجمعية التعاونية لمنسوبي جامعة الملك عبد العزيز 1421-1424هـ.
- عضو في الأسرة الوطنية للقياس والتقويم – وزارة التربية والتعليم 1404 - 1407هـ.
- عضو المجلس التعليمي – الإدارة العامة للتعليم بمنطقة مكة المكرمة / جده 1422-1427هـ .
- مستشار لوزير التربية والتعليم في برنامج الموهوبين 1418 – 1421هـ.
- عضو في العديد من الجمعيات الإحصائية أهمها عضو في معهد الإحصاء الدولي 1996م – حتى تاريخـه.

## المؤلفات والبحوث
لعبد الله الحربي أكثر من ثلاثين بحث في مجال تخصصه منشور في مجلات عالميـة 1404 – 1430هـ، من ضمنها:
- واقع ومستقبل التعليم الفني في المملكة العربية السعودية 1408هـ.
- دراسة تقويمية لأنماط أنظمة الدراسة بالتعليم العالي في المملكة 1407هـ.
- مشروع تعليم الرياضيات – مدينة الملك عبد العزيز 1421هـ.
- مشروع تحديد المهارات الأساسية في الرياضيات واللغة العربية – مدينة الملك عبد العزيز 1426هـ.
- تقويم وتطوير آلية تسجيل وتحليل إحصاءات الحوادث المرورية – بمحافظة جده 1419هـ.
- دراسة إحصائية تحليلية عن العلاقة بين التحصيل الدراسي للطالب في الثانوية واختبار القدرات 1422هـ.
- استخدام تحليل ماركوف في التنبؤ بإعداد المسجلين في جامعة الملك عبد العزيز 1420هـ.
- رخص القيادة المؤقـتـة 1422هـ.
- ظاهرة الانتحار من وجهة نظر الأطباء ... ومحاولي الانتحار في الجزء الغربي من المملكة 1424هـ.
- قويم مستوى أداء خريجي كليات المعلمين في المملكة 1426هـ.
- تقويم مراكز التدريب التربوي في منطقة مكة المكرمة 1426هـ.
- مقدمة في الإحصاء الحيوي ( كتاب ) لطلاب المعاهد الصحية 1408هـ.

## وصلات خارجية
- موقع مجلس الشورى السعودي الرسمي.
- معرض صور مجلس الشورى السعودي[وصلة مكسورة].